# 弗吕希特
弗吕希特是德国莱茵兰-普法尔茨州的一个市镇。总面积5.53平方公里，总人口600人，其中男性275人，女性325人（2011年12月31日），人口密度108人/平方公里。